# Actias dubernardi
La mariposa luna china (Actias dubernardi) es una especie de lepidóptero ditrisio de la familia Saturniidae, descrita por  Charles Oberthür en 1897. Se encuentra en regiones de China. La larva se alimenta de especies de pino, Pinus.

## Distribución
Esta polilla se puede encontrar en partes de China.

## Ciclo de vida
Se tarda de 70 a 85 días para pasar de un huevo al adulto, dependiendo de la temperatura y la humedad. Utiliza sus coloridas alas para atraer a su pareja.

### Huevo
La hembra pone hasta 120 huevos, y puede colocar sus huevos en cualquier lugar. El huevo tiene forma ovalada, 1.5 mm; Gris blanquecino, y firmemente pegado a las ramas o lados de la jaula donde se había mantenido a la hembra. Orugas, 4–5 mm de largo, eclosionan después de 10–14 días, cuanto más caliente y mayor humedad, más rápido sucederá.

### Larva

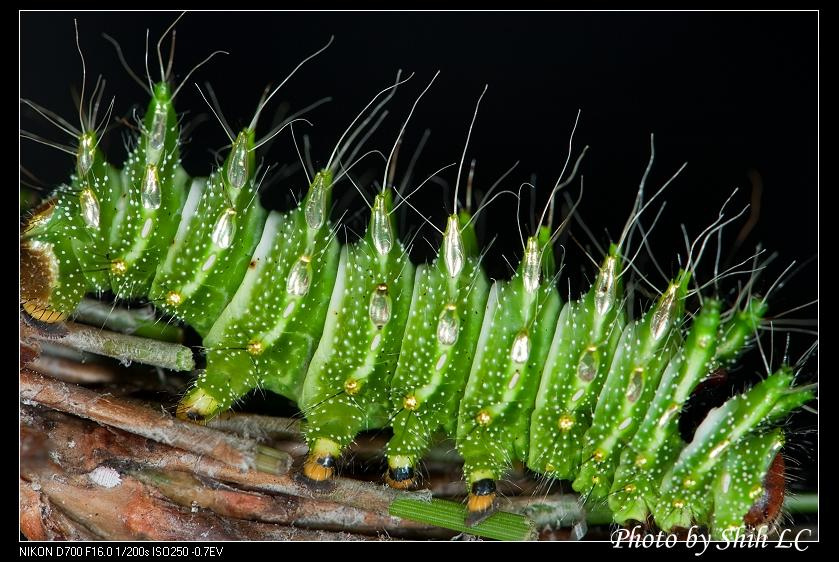
Larva

Las larvas recién nacidas son negras con pelos. Mudan su piel cuatro veces en su estado larvario. En el primer estadio, inicialmente es negro pero se vuelve de un color marrón rojizo profundo a medida que crece. En el segundo instar, continúa iluminando a un marrón anaranjado. En el tercer estadio se transforma en un hermoso color verde con rayas blancas y marcas metálicas de plata/oro reflectantes en los lados de los tubérculos. Sobre los segmentos torácicos hay una franja de blanco, negro y rojo que se puede abrir y cerrar para mostrar u ocultar la coloración aposemática. Es peludo en todas sus etapas y se alimenta de pinos. La oruga completamente desarrollada es de 60–75 mm de largo. Hace girar su capullo de seda marrón sobre el suelo entre musgo o entre agujas de pino. Son fáciles de criar, siempre que coman en su primer estadio. La especie proviene de regiones montañosas altas, por lo que es bastante resistente al frío. Es mejor criarlo en interiores, con mangas en un pequeño pino.

### Pupa
La crisálida mide unos 35 mm de largo, y el imago emerge del capullo después de unas cuatro semanas, dependiendo de la temperatura y la humedad.

### Adulto
La vida de una polilla adulta es corta, no más de 10 a 12 días (las hembras viven más debido a sus reservas de grasa). El emparejamiento es fácil en una jaula de tamaño mediano. Un equipo de entomólogos franceses (D. Adés, R. Cocault, R. Lemaitre, R. Zaun y R. Vuattoux) obtuvo un hermoso híbrido con Graellsia isabellae.

## Plantas hospedantes
Especies de pino, género Pinus. Las orugas prefieren Pinus sylvestris (pino silvestre), pero también comen Pinus nigra (pino negro).